# Odontocarya deminuta
Odontocarya deminuta là một loài thực vật có hoa trong họ Biển bức cát. Loài này được (Diels) Barneby mô tả khoa học đầu tiên năm 1970.